# Công ước chung về An toàn Quản lý Nhiên liệu đã qua sử dụng và về An toàn Quản lý Chất thải phóng xạ
Công ước chung về An toàn Quản lý Nhiên liệu đã qua sử dụng và về An toàn Quản lý Chất thải phóng xạ (tiếng Anh: Joint Convention on the Safety of Spent Fuel Management and on the Safety of Radioactive Waste Management) là một hiệp ước của Cơ quan Năng lượng Nguyên tử Quốc tế (IAEA) năm 1997. Đây là hiệp ước đầu tiên giải quyết vấn đề quản lý chất thải phóng xạ trên phạm vi toàn cầu.

## Nội dung
Các quốc gia phê chuẩn Công ước đồng ý chịu sự điều chỉnh của các quy định của Công ước về lưu trữ chất thải hạt nhân, bao gồm vận chuyển và vị trí, thiết kế và vận hành các cơ sở lưu trữ. 
Công ước triển khai các cuộc họp của các quốc gia thành viên xem xét việc thực thi Công ước của các quốc gia. Cuộc họp đánh giá lần thứ tư được tổ chức vào năm 2012. Một báo cáo tóm tắt từ cuộc họp và liên kết đến các báo cáo quốc gia từ các quốc gia tham gia, có sẵn trên trang web của IAEA.

## Thiết lập và các quốc gia ký kết
Công ước được ký kết tại Vienna, Áo, vào ngày 29 tháng 9 năm 1997 và có hiệu lực vào ngày 18 tháng 6 năm 2001. Nó được ký bởi 42 quốc gia. Tính đến tháng 3 năm 2016, nó có 71 quốc gia ký kết cộng với Cộng đồng Năng lượng nguyên tử châu Âu. Liban và Philippines đã ký Công ước nhưng chưa phê chuẩn.
Sau đây là các bên tham gia Công ước. Các quốc gia in đậm có ít nhất một nhà máy điện hạt nhân đang hoạt động.
- Albania
- Argentina
- Armenia
- Australia
- Austria
- Belarus
- Bỉ
- Bosnia and Herzegovina
- Botswana
- Brazil
- Bulgaria
- Canada
- Chile
- Trung Quốc (mở rộng đến  Hong Kong)
- Croatia
- Cyprus
- Czech Republic
- Denmark
- Estonia
- Finland
- Pháp
- Gabon
- Georgia
- Đức
- Ghana
- Greece
- Hungary
- Iceland
- Indonesia
- Ireland
- Italy
- Nhật Bản
- Kazakhstan
- Hàn Quốc
- Kyrgyzstan
- Latvia
- Lebanon
- Lithuania
- Luxembourg
- Macedonia
- Malta
- Mauritania
- Mauritius
- Moldova
- Montenegro
- Morocco
- Hà Lan
- Nigeria
- Norway
- Oman
- Peru
- Poland
- Bồ Đào Nha
- Romania
- Nga
- Saudi Arabia
- Senegal
- Slovakia
- Slovenia
- South Africa
- Tây Ban Nha
- Thụy Điển
- Thụy Sĩ
- Tajikistan
- Ukraine
- United Arab Emirates
- United Kingdom
- Hoa Kỳ
- Uruguay
- Uzbekistan
- Vietnam
- Cộng đồng Năng lượng Nguyên tử châu Âu